# Windpark Houten
Het Windpark Houten bestaat uit drie windturbines en ligt langs het Amsterdam-Rijnkanaal bij Houten.
Het vermogen van de drie Vestas V90-turbines is 2 MW. De bladlengte is 45 meter, met een as op 105 meter hoogte. Dit windmolenpark kan elektriciteit leveren voor ruim 3.000 huishoudens, minder dan oorspronkelijk voorzien. De vermindering van het vermogen wordt veroorzaakt door dat de molens soms moeten worden stilgezet vanwege de slagschaduw over nabijgelegen huizen.
De coöperatie UWind werkt sinds 1996 samen met energiebedrijf Eneco om een windpark in Houten te realiseren. De voorbereidingen voor dit complex zijn in 1999 gestart. De eerste vergunning uit 2005 is vernietigd door de Nederlandse Raad van State. De definitieve vergunning kwam in november 2012.